# Флеш, Карл
Карл Флеш (нем. Carl Flesch; 9 октября 1873, Визельбург, Австро-Венгрия — 14 ноября 1944, Люцерн) — австро-германский скрипач и музыкальный педагог.

## Биография
Родился в еврейской семье врача. С четырёх до шести лет учился в еврейской народной школе (нем. Volksschule), где выучился читать и писать на немецком и на иврите, от домашней гувернантки научился французскому. В шестилетнем возрасте начал учиться игре на скрипке. В десять лет отправился в Вену, учился в гимназии и в консерватории Общества друзей музыки, затем в 1886—1889 годах — в Венской консерватории у Якоба Грюна и, наконец, в 1890—1894 годах в Парижской консерватории у Эжена Созе и Мартена Марсика. В 1895 году дебютировал на венской сцене, затем предпринял турне по Германии. В 1897 году принял предложение занять пост профессора скрипки в Бухарестской консерватории, в 1903 году занял эту же должность в Амстердамской консерватории, наконец, в 1908 году перебрался в Берлин, где преимущественно давал частные уроки и много концертировал, особенно в ансамбле (дуэт с пианистом Артуром Шнабелем, трио с участием виолончели — сперва Жана Жерарди, затем Хуго Беккера). С распадом Австро-Венгрии сохранил венгерское гражданство.
В начале 1920-х годов подвёл первые итоги своей преподавательской работы, выпустив учебник «Искусство игры на скрипке» (нем. Die Kunst des Violin-Spiels; 1923). В то же время предпринял масштабное турне по США как исполнитель. В итоге в 1924 году Флеш на четыре года возглавил отделение скрипки Кёртисовского музыкального института в Балтиморе, на летние месяцы возвращаясь в Германию и руководя частными курсами в Баден-Бадене. Летние курсы в Баден-Бадене Флеш сохранил и после того, как в 1928 году вернулся в Берлин в качестве профессора Берлинской высшей школы музыки. В 1930 году, полагая своё положение наконец стабильным, Флеш отказался от венгерского гражданства и принял германское.
Однако в 1934 году гитлеровское руководство уволило Флеша и в 1935 году лишило его и его жену (голландскую еврейку) германского гражданства. Флеш с женой уехали в Лондон, затем в Нидерланды. С оккупацией Нидерландов в 1940 году Флешу не позволили покинуть страну. Усилиями венгерских друзей ему удалось в 1942 году перебраться в Будапешт, а оттуда — в Швейцарию, то есть в безопасность. Недолгое время преподавал в местной консерватории, но вскоре умер.
Среди учеников Флеша был ряд замечательных музыкантов, в том числе Шимон Гольдберг, Рикардо Однопозофф, Генрик Шеринг, Ида Гендель, Иври Гитлис, Франц Р. Фридль, Эдди Рознер, Владимир Алумяэ.

## Память
В 1945—1992 годах в Лондоне проходил конкурс молодых скрипачей имени Карла Флеша.